# Bowl (band)
Bowl (soms gestileerd als BOWL)  is een Nederlandse band, bestaande uit Vos Ploeg (zang), Jorah Peterse (gitaar), Pascal Mosterd (gitaar), Berend Suijker (basgitaar) en Laurens Klep (drums). Ze brachten in eind 2023 hun debuutalbum Sweet Caffeine uit.

## Geschiedenis
Bowl werd gevormd op de Herman Brood Academie, waar de bandleden hun muziekopleiding volgden. Ze werd bij het ontwikkelen van hun eigen geluid geïnspireerd door de Franse band UNSCHOOLING. Hun thuisbasis is de stad Utrecht. De band werd gevormd in 2022 en won in 2023 de Utrechtse muziekwedstrijd Clash of the Titans. Hierop volgend werd de band geselecteerd voor de Popronde van 2023 als "Never Mind The Hype"-talent en brachten ze in mei 2023 hun debuutsingle Options, Variables, Shapes & Angles uit. Door 3voor12 werd de band bestempeld als een van de negen sterkste act van de Popronde van dat jaar.
Volgend op de singles I'm No Man en The Police werd in november 2023 debuutalbum Sweet Caffeine uitgebracht. Op dit album toonden de bandleden hun frustraties over verschillende zaken die naar hun mening fout gaan in de wereld, zoals falende regeringen, toxic masculinity en corruptie binnen de politie. Na de Popronde en het album werd de band gevraagd om in verschillende poppodia in Nederland te spelen. Zo stonden ze onder meer in EKKO en de Melkweg. Daarnaast was de band in 2024 ook op verschillende festivals te zien, met daarbij onder andere Wildeburg en Valkhof Festival. 
Na album Sweet Caffeine zat de band niet stil en werden de singles Fresh New Life en Big Burden Agency uitgebracht. De singles waren een voorloper van de ep Side A: The Rude Interruption Of Fear, het eerste deel van conceptalbum The Rude Interruption Of Fear. De eerste ep werd uitgebracht in augustus 2024.

## Muziekstijl en inspiraties
De muziekstijl van Bowl wordt doorgaans postpunk genoemd. Door 3voor12 werden ze onder andere vergeleken met Preoccupations, Women, Ought, Omni, The Homesick en Parquet Courts. De band vertelde dat ze inspiratie haalt uit de muziek van verschillende andere (post)punkband, zoals UNSCHOOLING, Preoccupations, Novel en Omni.